# Яворе при Габровки
Яворе при Габровки (на словенски: Javorje pri Gabrovki) е село в Словения, регион Средна Словения, община Лития. Според Националната статистическа служба на Република Словения през 2015 г. селото има 34 жители.